# Cornelius Wiebe
Cornelius W. Wiebe (Altona (Manitoba), 18 februari 1893 - 12 juli 1999) was een Canadees politicus.

## Biografie
Wiebe werd geboren in een dorp in Manitoba. Zijn ouders waren mennonieten. 
Als lid van de Manitoba Liberal Party werd hij in 1932 verkozen in het parlement van Manitoba. Deze functie behield hij tot 1936. Als arts ondersteunde hij de bouw van ziekenhuizen en ontwenningsklinieken. Zijn beroep van arts oefende hij gedurende 53 jaar uit, van 1925 tot 1978. 
Op 105-jarige leeftijd kreeg hij de Orde van Canada, de oudste persoon die ooit geëerd werd met deze onderscheiding. Wiebe overleed in 1999 op 106-jarige leeftijd.

## Verder lezen
- Mavis Reimer,  Cornelius W. Wiebe: A Beloved Physician (1983)